# 312 aC
El 312 aC va ser un any del calendari romà. prejulià. A la República i a l'Imperi Romà es coneixia com l'Any del consolat de Valeri Màxim i Mus (o també any 442 ab urbe condita o de la Fundació de Roma). La denominació «312 aC» per a aquest any s'ha emprat des de l'edat mitjana, quan el calendari Anno Domini va ser el mètode prevalent a Europa per a anomenar els anys.

## Esdeveniments

### Antiga Grècia. Els diàdocs
- Ptolemeu I Soter envaeix la Celesíria i s'enfronta amb Demetri Poliorceta, fill d'Antígon Monoftalm, prop de Gaza. Els egipcis, entre els quals hi havia Seleuc, guanyen la batalla i Demetri ha d'evacuar Celesíria i Fenícia. Seleuc amb una petita força es presenta a Babilònia, on tenia molts amics i havia comprat moltes lleialtats i no té gaire feina en dominar altra vegada la satrapia. Demetri aconsegueix aturar l'avenç dels egipcis derrotant el general Cilles, i Antígon avança cap a la zona amb reforços. Ptolemeu es retira cap Egipte i es prepara per a la defensa, però Antígon no el segueix i consolida el seu domini a les zones conquerides.[2]
- Ptolemeu I Soter ataca Xipre i ocupa algunes ciutats-estat, entre elles Cícion, i mata als seus reis, que conspiraven contra ell.[3]
- Antígon Monoftal fracassa en el seu intent de capturar la ciutat de Petra.[4]

### Antiga Roma
- Aquest any són elegits cònsols Marc Valeri Màxim i Publi Deci Mus.[5]
- Publi Deci Mus es queda a Roma per una malaltia, mentre el seu col·lega dirigeix la guerra contra els samnites.[6] Aureli Víctor diu que va guanyar un triomf sobre el samnites i va dedicar el botí a Ceres,[7] però una inscripció que ho confirmaria sembla que podria ser una falsificació.
- Gai Sulpici Llong és nomenat dictador pel senat per dirigir la guerra contra els etruscs.[8]
- Gai Juni Bubulc Brut és nomenat magister equitum del dictador Gai Sulpici Llong segons els Fasti Capitolini, i no dictador, com l'anomena per error Titus Livi.
- S'estableix una colònia de dret llatí a Interamna Lirinas, a la riba nord del riu Liris, i una altra a Casinum, per defensar la vall del riu contra els atacs dels samnites.[9]
- Construcció del primer aqüeducte romà (Aqua Appia) pels censors Appi Claudi Cec, conegut també per la construcció de la Via Àpia durant la seva censura, i Gai Plauci Venox[10]

### Xina
- Victòria de l'Estat de Qin a la Xina enfront de les tropes de Zhou, i decapiten 80.000 homes[11]

## Necrològiques
- Abdalònim, rei de Sidó.[12] Diodor de Sicília l'anomena Ballonimus, i diu que va ser rei de Tir, i no de Sidó.[13]